# غيسيلكوماب
غيسيلكوماب (بالإنجليزية: Guselkumab)‏ هو ضد وحيد النسيلة يُستعمل في علاج الصدفية اللويحية.